# Pál Szomi
Pál Szomi, madžarski pisatelj, * 1936, † 1989.
Pomembnejša dela:
- Őszirózsa – Jesenska nebina (novele, Murska Sobota, 1977)
- Szeretni kell – Ljubiti je treba (roman, Murska Sobota, 1984)
- Húzd rá, cigány! – Vužgi cigan! (novele, Murska Sobota, 1987)
- Így kezdődött – Tako se je začelo (roman, Lendava, 2000)

S Sándorjem Szúnyoghom in Józsefom Vargo je leta 1972 izdal antologijo z naslovom Pričakovanje pomladi, ki je pustila globoke sledi v takratni generaciji. Tako se je začel razcvet madžarske književnosti v Prekmurju.
Njegov prispevek za madžarsko književnost v Sloveniji je pomemben tudi zaradi njegovih opisov kmečkega življenja v Prekmurju.
1. 1 2 3 4  PIM authority